# Ikela flygplats
Ikela flygplats är en flygplats vid orten Ikela i Kongo-Kinshasa. Den ligger i provinsen Tshuapa, i den centrala delen av landet, 1 000 km öster om huvudstaden Kinshasa. Ikela flygplats ligger 391 meter över havet. IATA-koden är IKL och ICAO-koden FZGV. Under perioden 2012–2015, den senaste för vilken statistik är tillgänglig, hade flygplatsen ingen trafik.